# Palliduphantes cortesi
Palliduphantes cortesi är en spindelart som beskrevs av Ignacio Ribera och De Mas 2003. Palliduphantes cortesi ingår i släktet Palliduphantes och familjen täckvävarspindlar.
Artens utbredningsområde är Spanien. Inga underarter finns listade i Catalogue of Life.